# Albánský cestovní pas

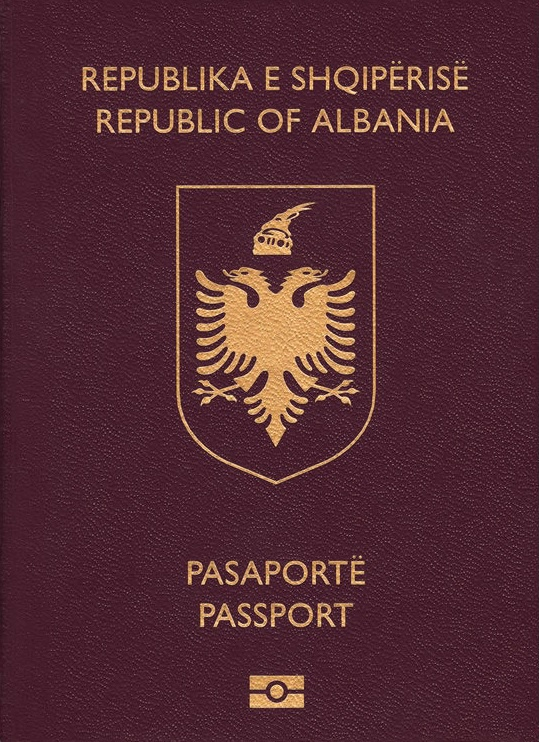
Albánský cestovní pas

Albánský pas (albánsky: Pasaporta e Shqipërisë) je cestovní doklad vydávaný ministerstvem vnitra albánským občanům, aby mohli vycestovat do zahraničí. Používá se také jako doklad totožnosti v rámci země spolu s albánským občanským průkazem.
Albánský biometrický pas splňuje všechny standardy stanovené Mezinárodní organizací pro civilní letectví.
Cestovní pas stojí 7 500 lekë a je platný 10 let.

Vízové požadavky albánských občanů
Albánie
Svoboda pohybu
Vízum není nutné
Vízum udělována při příjezdu
eVisa
Vízum dostupné při příjezdu i online
Vízum nutné předem